# Tjånkajaure
Tjånkajaure är en sjö i Sorsele kommun i Lappland och ingår i Umeälvens huvudavrinningsområde. Sjön har en area på 0,117 kvadratkilometer och ligger 1 172 meter över havet. Tjånkajaure ligger i Vindelfjällen Natura 2000-område. Sjön avvattnas av vattendraget Salvijukke.

## Delavrinningsområde
Tjånkajaure ingår i det delavrinningsområde (732835-150218) som SMHI kallar för Ovan 732306-150254. Medelhöjden är 1 127 meter över havet och ytan är 27,06 kvadratkilometer. Det finns inga avrinningsområden uppströms utan avrinningsområdet är högsta punkten. Salvijukke som avvattnar avrinningsområdet har biflödesordning 4, vilket innebär att vattnet flödar genom totalt 4 vattendrag innan det når havet efter 429 kilometer. Avrinningsområdet består mestadels av kalfjäll (99 procent). Avrinningsområdet har 0,3 kvadratkilometer vattenytor vilket ger det en sjöprocent på 1,1 procent.